# ادبیات خوارزمی
ادبیات خوارزمی به نوشته‌ها و روایات شفاهی به جای مانده به زبان خوارزمی گفته می‌شود. دو گونه منبع برای زبان خوارزمی وجود دارد که در ویژگی اختصاصی نسبت به هم شباهتی ندارند ولی هر یک مکمل دیگری هستند. اولی کتاب‌های فقهی و حقوقی، بیشتر از همه قنیه المنیه، عبارت و جملاتی در دست داریم. از سوی دیکر لغات و واژه‌های خوارزمی در کتاب مقدمه الادب موجود است، که نسخه خطی آن را زکی ولدی طوغان در ۱۹۷۴ منتشر کرد.
بیشتر واژگان خوارزمی را که برای ما حفظ شده، می‌توان از میان سطور یک دست‌نوشته (حدود ۵۹۶ ق/ ۱۲۰۰ م)، یعنی واژه‌نامه ارزشمند عربی مقدمه الادب از زمخشری، مؤلف دیگر بومی خوارزمی بدست آورد. برخی نسخه‌های دیگر از همین اثر اندک، شمار اندکی از این گونه واژه‌ها را در بر می‌گیرند. 
در این واژه‌نامه بیش از ۴۰۰ واژه یا جمله ناقص نقل شده‌است. دربارهٔ شرح و تفسیر موضوعی فقهی، به جز کتابهای فقهی و حقوقی عربی دربرگرفته از خوارزمی، در دسترس هستند: یتیمة الدهر تألیف علاءالدین تَرجمانی (درگذشت ۶۵۵ ق/ ۱۲۵۷ م) منیه الفقها تألیف فخرالدین قبازنی و یک تکلمه بعدی، قنیه المنیه تألیف مختار زاهدی غزمینی (درگذشته ۶۵۸ ق، ۱۲۶۰ م).

## آثار نو و متاخر
آثار بازمانده زبان خوارزمی عبارتند از:
1. دو کتیبه بسیار کوتاه بر دو ظرف سفالی از کوی کریلگان قلعه (از سده سوم یا دوم پیش از میلاد).[۳]
2. نوشته‌هایی کوتاه بر سکه‌های فرمانروایان خوارزم (از سده سوم یا دوم پیش از میلاد).[۴]
3. نوشته‌هایی بر روی چوب و چرم از توپراق قلعه و یَکه پارسان قلعه (احتمالاً از سده دوم میلادی).[۵]
4. چند کتیبه سنگ مزار از توق قلعه (احتمالاً از سده هفتم میلادی).[۶]
5. سفالینه کتیبه دار از خومبوزتپه.[۷]

نوشته‌ها و کتابهای مربوط به دوران اسلامی با خط آرامی-عربی مربوط می‌شوند و به سده‌های دوازدهم تا چهاردم م (ششم تا هشتم ق) تاریخ گذاری شده‌اند عبارتند از:
1. جمله‌ها و عبارت‌هایی به خوارزمی در برخی از دست‌نویس‌های دو کتاب فقهی عربی:[۸]
  1. یتیمه الدهر فی فتاوی اهل العصر، تألیف محمود بن محمود الملکی خوارزمی، درگذشت به سال ۶۴۵ ه.ق.[۹]
  2. قنیه المنیه لی تتیم الغنیه، تألیف المختار الزاهی، درگذشت به سال ۶۵۸ ه. ق این اثر چکیده و خلاصه‌ای است از کتاب منیه الفقها «آرزوی فقیهان» از بدیع القبازنی که استاد مختار زاهدی بوده است.[۱۰]
2. رساله الالفاظ الخوارزمیه آلتی فی قنیه المنیه، تألیف کمال الدین العمادی الجرجانی (ترجمانی) در سده هشتم ق.[۱۱]
3. ترجمه خوارزمی کتاب لغتی به نام مقدمه الادب از علامه جارالله زمخشری، درگذشت به سال ۵۳۸. در این اثر، واژگان خوارزمی به زبان‌های عربی، فارسی و ترکی معنی و شرح شده است.[۱۲]
4. لغات و اصطلاحات و گاهی عبارات نجومی در آثار ابوریحان بیرونی از قبیل آثار الباقیه عن القرون الخالیه، فصلی مربوط به جشن‌ها، نام‌ها، روزها و ماه‌های سال و اصطلاحات نجومی و تقویمی و تاریخی آن؛ و همچنین، در کتاب التفهیم الاوائل صناعه التنجیم و در کتاب صیدنه.[۱۳]